# Stalker (comics)
Pour les articles homonymes, voir Stalker.
Stalker est une série d'heroic fantasy créée en 1975 par Paul Levitz et Steve Ditko pour le compte de DC Comics.

## Le contexte
Le succès de la série Conan amena tous les éditeurs de comics de l'époque ou presque à créer un ou plusieurs personnages dans leur écurie. Gold Key eut Dâgar, Warren s'offrit Haxtur mais également Dax et quelques autres plus éphémères. Marvel lui-même lança différents héros comme Gullivar Jones ou Thongor. Il était donc logique que DC mette plusieurs fers au feu. Parmi ceux-ci, Stalker porté sur les fronts baptismaux par Paul Levitz, moins connu de ce côté ci de l'Atlantique et surtout Steve Dikto qui sera pour l'éternité l'un des pères de Spider-Man.[non neutre]

## La série
Le concept de la série tient un peu du Dr Faust à ceci près que le Dr est dans ce cas un jeune homme, un rôdeur (stalker) sans nom, qui en invoquant le démon Dgrth (pas facile à prononcer !) demande la puissance et l'immortalité en l'échange de son âme.
Aussitôt dit aussitôt fait, le voici transformé en guerrier invincible. Mais alors qu'il pensait que ces atouts le rendraient heureux voici que le rôdeur s'aperçoit qu'il n'en est rien.  C'est donc, si l'on peut dire, l'âme en peine qu'il affronte des ennemis, ce qui le rend de plus en plus fort mais également de plus en plus amer.
Tels sont les points de départ de cet anti-héros. Le thème, intéressant, méritait de splendides aventures, elles furent simplement honnêtes et s'arrêtèrent après 4 numéros.
Le potentiel du personnage est tel que DC a cherché à plusieurs reprises à la sortir de la naphtaline. On le retrouve ainsi (brièvement) dans Thrilling Comics #1 (1999) dans une aventure d'Hawkman puis la même année comme membre de la Justice Society of America avec presque autant de super-héros que de membres de l'Académie française !
On le retrouve en 2001 et 2002 avec respectivement Batman et Superman puis en 2008 avec Wonder Woman où à cette occasion il rencontre un autre héros d'heroic fantasy de DC, apparu au même moment et disparu presque aussi rapidement, Beowulf. Mais faut-il considérer ce personnage comme le héros initial ou comme un avatar errant dans les limbes du comicsland ?

## Les aventures originelles
1. Quest for a Stolen Soul[1] -18 planches
2. Darkling Death At World's End Sea -18 planches
3. The Freezing Flames Of The Burning Isle -18 planches
4. Invade The Inferno -18 planches

Ces aventures ont été reprises dans The Steve Ditko Omnibus Volume 1 (septembre 2011,  (ISBN 1-4012-3111-X))